# Number Ones (альбом Bee Gees)
«Number Ones» — сборник песен Bee Gees, выпущенный в 2004 году.

## Описание
«Number Ones» включает в себя 18 синглов группы, достигавших первой строчки в различных чартах. Сборник продолжил опыт по изданию коллекций «номер один», начавшийся с выпуска альбомов с хитами «Битлз» и Майкла Джексона. Сборник Bee Gees был выпущен в память об участнике группы Морисе Гиббе, который умер в 2003 году.
Это последний альбом Bee Gees, выпущенный на Universal Records. В 2008 году Rhino Records переиздали «Number Ones» с европейским трек-листом. Совокупные продажи двух версий сборника, изданных двумя лейблами, составили к августу 2012 года в США 1 236 000 экземпляров. Альбом достигал 23 места в чарте альбомов Billboard Top 200, затем повторно попадал в рейтинг, достигнув пятого места в 2012 году, однако уже неделей спустя снизился до 195 позиции.
По мнению обозревателя Allmusic Джеймса Монгера, компиляция версии 2004 года проигрывает европейскому варианту альбома от 2012 года и сборнику Bee Gees «Their Greatest Hits: The Record» 2001 года, поскольку в нём отсутствуют такие классические хиты группы как «Nights on Broadway» «New York Mining Disaster 1941» «If I Can’t Have You» и «More Than a Woman». Как отмечает Монгер, схожие концептуальные проблемы имеют и другие подобные сборники хитов «номер один».

## Списки композиций
1. «Massachusetts» — 2:26
2. «World» — 3:16
3. «Words» — 3:17
4. «I’ve Gotta Get a Message to You» — 2:52
5. «I Started a Joke» — 3:10
6. «Don’t Forget to Remember» — 3:29
7. «Lonely Days» — 3:48
8. «How Can You Mend a Broken Heart» — 3:58
9. «Jive Talkin'» — 3:46
10. «You Should Be Dancing» — 4:17
11. «Love So Right»
12. «How Deep Is Your Love» — 4:02
13. «Stayin’ Alive» — 4:44
14. «Night Fever» — 3:33
15. «Too Much Heaven» — 4:54
16. «Tragedy» — 5:03
17. «Love You Inside Out» — 4:12
18. «You Win Again» — 4:04
19. «Man in the Middle» — 4:22

## Чарты и сертификации
| Чарт (2004)                     | Пиковая позиция |
| ------------------------------- | --------------- |
| Австрия (Ö3 Austria)            | 32              |
| Бельгия/Валлония (Ultratop)     | 72              |
| Дания (Hitlisten)               | 19              |
| Германия (Media Control)        | 43              |
| Италия (Classifica album)       | 18              |
| Новая Зеландия (RMNZ)           | 10              |
| Швеция (Sverigetopplistan)      | 39              |
| Швейцария (Schweizer Hitparade) | 22              |

| Чарт (2005)                 | Пиковая позиция |
| --------------------------- | --------------- |
| Бельгия/Фландрия (Ultratop) | 29              |
| Нидерланды (Album Top 100)  | 32              |

| Чарт (2012)                        | Пиковая позиция |
| ---------------------------------- | --------------- |
| Австралия (ARIA)                   | 17              |
| Ирландия (IRMA)                    | 1               |
| Великобритания (UK Albums Chart)   | 4               |
| США (Billboard 200)                | 5               |
| США (Billboard Top Catalog Albums) | 1               |

| Регион                                                      | Сертификация | Продажи  |
| ----------------------------------------------------------- | ------------ | -------- |
| Новая Зеландия (RMNZ)                                       | Платиновый   | 15 000^  |
| Великобритания (BPI)                                        | Платиновый   | 300 000^ |
| США (RIAA)                                                  | Золотой      | 500 000^ |
| ^ Данные о тиражах приведены только на основе сертификации. |              |          |